# Floyd Rose
Floyd Rose Locking Tremolo – ili samo Floyd Rose – je vrsta zaključanog vibrata za gitaru. Godine 1977. Floyd D. Rose je ručno izradio jednostavni, zaključani vibrato model: bio je tada prvi takve vrste, a danas se pod istim imenom Floyd Rose proizvodi tvornički. Zbog revolucionarnoga dizajna dvostrukog zaključavanja, model Floyd Rose stekao je 1980-ih veliku popularnost. Unatoč ekstremnim promjenama u visini tona žice, općenito je smatran za vibrato model s najstabilnijim tonom. Na svojim su ga električnim gitarama rabili mnogi gitaristi, primjerice Eddie Van Halen, Neal Schon, Brad Gillis, Steve Vai i Joe Satriani. O Roseovom je dizajnu tom prilikom pisano u poznatom glazbenom magazinu Guitar World na temu o deset najvećih gitarskih inovacija i u popularnom magazinu za gitariste Guitar Playeru u članku o najvećim trenutcima u povijesti gitare.

## Povijest
Floyd D. Rose je 1976. godine prvi puta počeo raditi na svome modelu (što je kasnije postalo Floyd Rose Tremolo). 
U to vrijeme, kao gitarista rock sastava snažno je inspiriran glazbom Jimi Hendrixa, i Deep Purpla, gdje se uz postojeće probleme s kvalitetom dizajna uveliko koristio vibrato, sustav za gitaru.

Prvi modeli Floyd Rose mosta i kaobilice proizvedeni su ručno, da bi nedugo našli primjenu kod ondašnjih najutjecajnih gitarista, ponajviše kod Eddie Van Halena. Drugi poznatiji gitarista koji je navodno kupio model sa serijskim brojem 3., je Neal Schon, Brad Gillis (serijski broj 4.), i Steve Vai.

Floyd D. Rose je prvi patent objavio 1979. godine. Ubrzo nakon toga, potražnja je toliko porasla da Rose s praksom ručnog izrađivanja modela nije mogao udovoljiti svim narudžbama. Stoga se udružio s poznatim proizvođačem gitara Kramer, što ga je s popularnim Kramerovim gitarama dodatno uzdiglo iznad konkurencije. Pojavom na tržištu Floydovog modela mnogi do tada poznati modeli poput Rockinger vibrata od lipnja 1982. - siječnja 1983. nisu bili uopće zapaženi.  
Popularnost modela Floyd Rose ogledala se u tome što je od mnogih tvrtki na sličnom dizajnu kopiran, i patentiran. Takvo neorganizirano kopiranje dovelo je do toga da su Floyd i Kramer u cilju zaštite svog rada, ostvarili ugovor o licenci. Nakon toga uveo se red u proizvodnju, a na tržištu je konstantno bilo dostupno nakoliko različitih vibrato modela s dvostrukim zaključavanjem. Novi, strojno rađeni modeli mosta, i kobilice, ažurirani su novim dizajnom, mijenjajući mu tako izgled dodavajući mehanizam finog podešavanja žica na mostu (nakon što su prethodno zaključane na kobilici).
U siječnju 1991. godine umjesto tvrtke Kramer, Fender je postao glavni, i ekskluzivni distributer proizvoda Floyd Rose. Iako je Fender već na svojim modelima gitara koristio licencirani Floyd Rose vibrato model, ovaj ugovor omogućio mu je da ga iste godine predstavi na svojim gitarama Richie Sambora Signature Strat, zatim 1992. godine na Floyd Rose Classic Stratocaster, i 1993. godine na Set-Neck Floyd Rose Strat ponudi u izvornom obliku.

Floyd Rose je 1991. godine surađivao s Fenderom pri dizajnu Fender Deluxe zaključana tremola, koji je iste godine predstavljen na Strat Plus Deluxe, USA Contemporary Stratocaster i Strat Ultra modelima. Fender je koristio Floyd Rose sustav zaključavanja i na Fender American Deluxe Series s dvostrukim magnetom, i 2007. godine na Showmaster modelima.

Floyd D. Rose je 2005. godine opet preuzeo distribuciju svog izvornog Floyd Rose modela, dok je patentirani dizajn i dalje ostao na slobodnu uporabu i drugim proizvođačima.

## Princip rada
Pozicija I: ilustrira normalno/idealno podešen Floyd Rose most. Sami most (narančasta boja) u ovoj poziciji balansira u ravnoteži na stožernoj točki, koja se povukla u suprotni smjer od pravca naprezanja opruga (jedna, do pet komada) koje se kontroliraju s posebnim vijkom za podešavanje (tirkizna boja). Most je uravnotežan i paralelno s tijelom gitare (maslinasta boja), a žice su s posebnim mehanizmom čvrsto zaključane na kobilici (svijetlo zelena boja), ali i na mostu, što u biti i predstavlja dvostruko zaključavanje.

Pozicija II: pokazuje položaj mosta kad se vibrato ručica povlači prema tijelu gitare. Povećanjem napetosti izvora most će rotirati oko stožerne točke zakretanja, a napetost žica bit će smanjena, što će rezultirati tišom glasnoćom zvuka.

Pozicija III: ilustrira položaj mosta kada se vibrato ručica poteže od tijela gitare. Most se tada zakreče u smjeru kazaljke na satu, napetost žica se povećava, a time i čujnost zvuka koji je oštriji od mosta u normalnom položaju.

Treba naglasiti potrebu pravilne ugradnje i održavanja uređaja, jer prilikom korištenja vibrato ručice (ako je most neodržavan/raspušten, ili podešen izuzetno nisko) naprezanjem žica automatski se mijenja razmak između njih i hvataljke vrata, što ponekad može dovesti do nenamjernog dodira žice s vratom i time stvoriti neželjene zvukove instrumenta.

## Prednosti i nedostatci
Glavna prednost Floyd Rose Tremolo sustava je dizajn dvostruko zaključavanje koji omogućava da žice gitare ostanu trajno ugođene (naštimane). Pri iznimno velikim pomjeranjima vibrata, povlačeći ručicu od tijela gitare ostvari se eksrtremna promjena visine tona od čak pet, ili sedam tonova.

Tipično podešavanje mosta je plutajući modi, a promjenu visine tona ostvariva optimalno naprezanje žica uporabom ručice. U slučaju puknuća žice položaj mosta bi bio poremećen, ravnomjerna napetost na mostu bila bi narušena, i gitara ne bi bila u skladnom štim ugođaju. Svaka promjena napetosti jedne žice, automatski utječe na napetost svih ostalih žica.
Ako se ovo dogodi u samoj izvedbi nastupa, gitarista neće imati skladno ugođenu gitaru, iako je glavna prednost Floyd Rose sustava ta da se cijelim putem ručice do stacioniranog položaja uspješno postiže najviša visina savijenog tona bez prekida intonacije.
 
Kad kažemo "plutajući most" onda mislimo na uređaj koji nije u istoj razini u odnosu na tijelo gitere, nego je dizajnom "izdignut" od tijela gitare. Umjesto takvog modela gitaristi poput Eddia Van Halena ipak više preferiraju model mosta koji je "u istoj razini" s tijelom gitare.

U ovom slučaju (za razliku od plutajućeg modela) most je u čvrstom kontaktu s tijelom gitare, i eventualno slomljena žica ne bi imala nikakav negativni učinak nad ostalim žicama. Na ovaj model mosta može se ugraditi dodatni uređaj pomoću kojeg se duboka E žica spusti na ton D (čak i tijekom žive izvedbe), i time se uveliko prošri tonska različitost gitare.
Sažetak: vođene su mnoge rasprave (za, i protiv) o utjecaju mosta na ton gitare, gdje neki gitaristi smatraju da Floyd Rose most ima "tanak" ton, što je polučilo zamjenom bloka (oblikom je metalna kocka) za zaključavanje žica. Novi blokovi su od standardnih, nešto većih dimenzija. Izrađeni su od legure metala velike gustoće. Prema sadržaju pisanog opisa ova bi izmjena mogla dovesti do pozitivne promjene u poboljšanju kvalitete tona gitare.

## Modeli i varijacije
- Floyd Rose Original: podrazumijeva najstariju, originalnu proizvodnju, uz neznatne promjene na modelu koja traje konstantno od 1977. godine.

Treba imati na umu da se pod nazivom  "Floyd Rose Original" smatra drugačiji sustav od licenciranog Floyd Rose modela. Prvi, izvorni model, nije imao dodatni uređaj za fino podešavanje, te je svako novo ugađanje gitare zahtijevalo otpuštanje stege na kobilici gitare.
- Floyd Rose II: je standardna verzija s tremolom, (baš kao i Floyd Rose Original). Po nekim predrasudama ovaj model smatra se slabijim, ali uz dodatak mehanizma za fino podešavanje ne može se otrgnuti dojmu da je nakon te novine tržište gitara s tim dodatkom procvalo. Zbog isprepletenih karakteristika modela Original, i Rose II, često su bili mijenjani, ali ako je u pitanju kvaliteta, u oba uređaja ona je identično jednako dobra.
- Licencirani Floyd Rose: je sustav proizveden od drugih proizvođača koji su kupili "licencu" za proizvodnju Floyd Rose modela. U načelu oni svi slijede izvorni Floyd Roseov dizajn, ali po pravilu su niže kvalitete od originala. Od takvih proizvođača najbolju varijaciju po mišljenju mnogih gitarista ponudila je tvrtka Ibanez.
  - Ibanez Edge: je jedna (najpoznatija) od četiri Ibanezove verzija Floyd Rose uređaja. Ostale verzije su: LoPro Edge, EdgePro i EdgeZero ugrađene ne proizvedene modele glavnih linija gitara. Verzija Edge, i LoProEdge, prestala se proizvoditi 2003. godine, ali su kasnije na potpisanim modelima gitara Stevea Vaia i Joa Satrianija ponovno ugrađivani. Na posebno dizajniranim modelima gitara ugrađeni su i prije, kao i na modelima s oznakom "Nove Stare Zalihe" (engl. NOS). Obje verzije (stara, ili nova) nose oznaku licenciranog Floyd Rose proizvoda, kao i oni uređaji proizvedeni od poznatog japanskog proizvođača dijelova i opreme za gitare Gotoh.
  - Ibanez Zero: je tremolo uređaj s dvostrukim zaključavanjem, koji umjesto klasične oštrice za pivotiranje tremola koristi ugrađene ležejeve. Inačica je nastala od Ibanez Rdge i Floyd Rose modela, ali po svojoj funkcij najbliži je Kahlerovu tremolo modelu.
  - Yamaha Finger Clamp: je varijanta Floyd Rose modela ugrađena u: RGX520DZ, RGX620DZ i CV820 Wes Borland potpisane modele gitara.
  - Ibanez Fixed Edge: je model fiksno/čvrsto instaliran na gornju plohu tijela gitare. Dizajniran je kao model s dvostrukim zaključavanjem. I iako ovaj model ne radi na principu vibrato sustava, koristeći ga gitaristi pruža "poznati" osjećaj vibrata.
  - Vigier Floyd Rose: je uređaj koji je početkom '90-ih ugrađivan u Vigier modele gitara. Ovaj sustav karakterizira stabilno držanje ugođenog štima, a ugrađeni ležaji poboljšavaju prijenos sile i funkcionalnost mosta gitare.
- Fender Deluxe Locking Tremolo: je posebni dizajniran sustav koji je 1991. godine u suradnji s Floyd Rose proizvela tvrtka Fender. Pri dizajnu koristio se modificirani Fenderov sinkronizirani model sa zaključavanjem na dvije točke. Posebno dizajniran niski profil mehanizma za zaključavanje kobilice (engl: LSR Roller Nut)[13] omogućio je primjenu slajda na žicama tijekom uporabe vibrata.
- Floyd Rose Pro: je niski profil Floyd Rose Original verzije. Uređaj je dizajniran tako da ruka gitariste koristeći ručicu vibrata bude što bliže žicama gitare. I most je nešto drugačije dizajniran, tako da ima uži razmak za žice (sada 10,16 mm, u odnosu na Floyd Rose Original s 10,66 mm).
- Floyd Rose SpeedLoader Tremolo: je prvotno redizajniran, da bi od 1995. – 1999. godine razvijan kao kombinacija Floyd Rose Original, i SpeedLoader uređaja (koji koristi posebno dizajnirane žice) uspješno predstavljen 2003. godine.

## Značajni korisnici
Svoju popularnost Floyd Rose Tremolo stekao je u ranim '80-im godina kad su ga na svoje gitare ugrađivali, i koristili, mnogi popularni glazbenici. Stoga je nemoguće točno odrediti koliko je svaki pojedinac pridonio popularizaciji ovog uređaja.

Većina izvora upućuju na Eddia Van Halena kao začetnika u korištenju Floyd Rose Tremola.

Ostali značajniji korisnici od već spomenutih su: Kirk Hammett, Tom Morello, Allan Holdsworth i Dimebag Darrell.

## Patenti
Floyd Rose ima patente i za dizajn plutajućeg mosta:
- US patent 4171661  Arhivirana inačica izvorne stranice od 18. veljače 2021. (Wayback Machine) "Guitar tremolo method and apparatus", od 23. listopada 1979. godine.
- US patent 4497236  Arhivirana inačica izvorne stranice od 18. veljače 2021. (Wayback Machine), patent za fino ugađanje žica na gitari - prvi patent za fino ugađanje na sedlu mosta. Odobren je 5. veljače 1985. godine.
- US patent 4549461  Arhivirana inačica izvorne stranice od 18. veljače 2021. (Wayback Machine), uređaj za fino ugađanje žica na glazbalu (posebno gitari) - drugi po redu patent od 29. listopada 1985. godine.
- US patent 4555970  Arhivirana inačica izvorne stranice od 18. veljače 2021. (Wayback Machine), o učinkovitosti tremolo uređaja s povećanom napetosti žica glazbala, odobreno 3. prosinca 1985. godne.
- [neaktivna poveznica], o radu tremolo uređaja u slučaju puknuća žice (rani patent za vibrato, odobreno 28. studenog 1989. godine.
- US patent 4967631  Arhivirana inačica izvorne stranice od 18. veljače 2021. (Wayback Machine), o podešavanju/ugađanju tremolo uređaja, ujedno i patent za Floyd Rose Pro verziju. Odobreno 6. studenog 1990. godine.

## Vanjske poveznice
- Floyd Rose službena internet stranica.